# Youssouf Falikou Fofana
Youssouf Falikou Fofana (ur. 26 lipca 1966 w Divo) – iworyjski piłkarz grający na pozycji lewego pomocnika.

## Kariera klubowa
Swoją karierę piłkarską Fofana rozpoczął w klubie ASEC Mimosas. W 1981 roku zadebiutował w jego barwach w pierwszej lidze iworyjskiej. W 1983 roku zdobył z nim Puchar Wybrzeża Kości Słoniowej. W ASEC grał do 1984 roku.
W 1984 roku Fofana przeszedł do francuskiego drugoligowego AS Cannes. Po roku gry w nim odszedł do AS Monaco. Swój debiut w Monaco zaliczył 15 lipca 1985 w zremisowanym 1:1 domowym meczu z FC Sochaux-Montbéliard. W Monaco grał do końca sezonu 1992/1993. Z klubem tym wywalczył mistrzostwo Francji w sezonie 1987/1988 oraz dwa wicemistrzostwa w sezonach 1990/1991 i 1991/1992. Zdobył też Puchar Francji w sezonie 1991/1992. W 1992 roku wystąpił w przegranym 0:2 finale Pucharu Zdobywców Pucharów z Werderem Brema.
W 1993 roku Fofana został zawodnikiem Girondins Bordeaux. Swój debiut w nim zaliczył 6 sierpnia 1993 w zremisowanym 0:0 domowym spotkaniu z AS Cannes. Zawodnikiem Bordeaux był przez dwa sezony.
Latem 1995 Fofana przeszedł do tureckiego klubu Karşıyaka SK. Zadebiutował w nim 17 września 1995 w wygranym 2:1 domowym meczu z Gaziantepsporem i w debiucie strzelił gola. Zawodnikiem Karşıyaka był przez pół roku. Na początku 1996 roku przeszedł do saudyjskiego Al-Nassr. W sezonie 1996/1997, ostatnim w karierze, wywalczył wicemistrzostwo Arabii Saudyjskiej.
| Sezon   | Klub               | Kraj                     | Rozgrywki                 | Mecze | Bramki |
| ------- | ------------------ | ------------------------ | ------------------------- | ----- | ------ |
| 1981    | ASEC Mimosas       | Wybrzeże Kości Słoniowej | Ligue 1 MTN               | ?     | ?      |
| 1982    | ASEC Mimosas       | Wybrzeże Kości Słoniowej | Ligue 1 MTN               | ?     | ?      |
| 1983    | ASEC Mimosas       | Wybrzeże Kości Słoniowej | Ligue 1 MTN               | ?     | ?      |
| 1984    | ASEC Mimosas       | Wybrzeże Kości Słoniowej | Ligue 1 MTN               | ?     | ?      |
| 1984/85 | AS Cannes          | Francja                  | Division 2                | 19    | 4      |
| 1985/86 | AS Monaco FC       | Francja                  | Division 1                | 23    | 6      |
| 1986/87 | AS Monaco FC       | Francja                  | Division 1                | 30    | 2      |
| 1987/88 | AS Monaco FC       | Francja                  | Division 1                | 23    | 6      |
| 1988/89 | AS Monaco FC       | Francja                  | Division 1                | 25    | 7      |
| 1989/90 | AS Monaco FC       | Francja                  | Division 1                | 30    | 0      |
| 1990/91 | AS Monaco FC       | Francja                  | Division 1                | 20    | 2      |
| 1991/92 | AS Monaco FC       | Francja                  | Division 1                | 27    | 4      |
| 1992/93 | AS Monaco FC       | Francja                  | Division 1                | 12    | 1      |
| 1993/94 | Girondins Bordeaux | Francja                  | Division 1                | 16    | 0      |
| 1994/95 | Girondins Bordeaux | Francja                  | Division 1                | 12    | 1      |
| 1995/96 | Karşıyaka SK       | Turcja                   | 1. Lig                    | 6     | 3      |
| 1995/96 | Al-Nassr           | Arabia Saudyjska         | Saudi Professional League | ?     | ?      |
| 1996/97 | Al-Nassr           | Arabia Saudyjska         | Saudi Professional League | ?     | ?      |

## Kariera reprezentacyjna
W reprezentacji Wybrzeża Kości Słoniowej Fofana zadebiutował w 1983 roku. W 1984 roku był w kadrze Wybrzeża Kości Słoniowej na Puchar Narodów Afryki 1984. Na tym turnieju zagrał w trzech meczach grupowych: z Togo (3:0), w którym strzelił gola, z Egiptem (1:2) i z Kamerunem (0:2).
W 1986 roku Fofana był w kadrze Wybrzeża Kości Słoniowej na Puchar Narodów Afryki 1986. Zajął z nim 3. miejsce w tym turnieju. Zagrał w pięciu meczach: grupowych z Mozambikiem (3:0), z Egiptem (0:2) i z Senegalem (1:0), półinałowym z Kamerunem (0:1) i o 3. miejsce z Marokiem (3:2).
W 1988 roku Fofana został powołany do kadry Puchar Narodów Afryki 1988. Wystąpił na nim w trzech meczach grupowych: z Algierią (1:1) i z Zairem (1:1) i z Marokiem (0:0).
W 1990 roku Fofanę powołano do kadry na Puchar Narodów Afryki 1990. Na tym turnieju zagrał w dwóch meczach grupowych: z Egiptem (3:1) i z Nigerią (0:1).
Z kolei w 1992 roku Fofana był w kadrze narodowej na Puchar Narodów Afryki 1992. Zagrał w nim w dwóch meczach grupowych: z Algierią (3:0), w którym strzelił gola i z Kongiem (0:0). Z Wybrzeżem Kości Słoniowej wywalczył mistrzostwo Afryki. W kadrze narodowej grał do 1992 roku. Rozegrał w niej 33 mecze i strzelił 12 goli.